# Långtjärnen (Gustav Adolfs socken, Värmland, 667398-139693)
Långtjärnen är en sjö i Hagfors kommun i Värmland och ingår i Göta älvs huvudavrinningsområde. Långtjärnen ligger i Fräkensjömyrarna Natura 2000-område.